# لئون دوم
پاپ لئون دوم (به انگلیسی: Leo II) یکی از پاپ‌های کلیسای کاتولیک رم بود که در سیسیل به دنیا آمد و از ۶۸۱ تا ۶۸۳ میلادی پاپ بود.